# Orféas (Évros)
Orféas, en grec moderne : Ορφέας, est un ancien dème du district régional de l'Évros en Macédoine-Orientale-et-Thrace, en Grèce. Depuis 2010, dans le cadre du programme Kallikratis, il fait partie du dème de Souflí.
Selon le recensement de 2021, l'ancien dème devenu district municipal compte 4 054 habitants.